# Turbo (miasto)
Turbo − miasto w północno-zachodniej Kolumbii, w departamencie Antioquia, nad zatoką Urabá (część zatoki Darién). Ludność: 46,5 tys. (2002). Zostało założone w 1840.